# Phoenix (album, Vince Bell)
Phoenix je první studiové album amerického písničkáře Vince Bella, vydané v červenci 1994 u vydavatelství Watermelon Records. Album produkoval Bob Neuwirth a podílelo se na něm více hudebníků, mezi něž patří například Geoff Muldaur, John Cale a Mickey Raphael.

## Seznam skladeb
1. „Frankenstein“
2. „The Beast“
3. „Hard Road“
4. „Troubletown“
5. „Sun & Moon & Stars“
6. „Mirror, Mirror“
7. „I've Had Enough“
8. „Girl Who Never Saw a Mountain“
9. „Woman of the Phoenix“
10. „Just Because“
11. „No Tomorrow“

## Obsazení
- Vince Bell – zpěv, kytara
- Geoff Muldaur – mandolína, banjo, kytara
- Fritz Richmond – washtub bass
- Bill Rich – baskytara
- David Mansfield – housle
- Mickey Raphael – harmonika
- Stephen Bruton – kytara, mandolína
- John Cale – klavír
- Jim Justice – housle
- Paul Logan – baskytara
- Victoria Williams – zpěv
- Lyle Lovett – zpěv